# Spinoza e il problema dell'espressione
Spinoza e il problema dell'espressione (in originale Spinoza et le problème de l'expression) è un libro scritto dal filosofo francese Gilles Deleuze, pubblicato dalle Éditions de Minuit nel 1968. Il libro costituisce la sua seconda tesi di dottorato da lui discussa con Ferdinand Alquié per accedere all'insegnamento universitario. In italiano è stato tradotto da Saverio Ansaldi per la Casa editrice Quodlibet nel 1999.

## Tematiche
Spinoza e il problema dell'espressione è forse uno dei testi più accademici di Deleuze ed è anche fra quelli che hanno avuto minor fortuna editoriale rispetto ad altri libri del filosofo ben più noti. 
Il libro consiste in un'accurata indagine della filosofia di Spinoza letta alla luce di un concetto filosofico preciso: quello di espressione (concetto che torna frequentemente nella terminologia di Deleuze). Deleuze cerca di dimostrare che la peculiare interpretazione del concetto di espressione, operata da Spinoza, consista da un lato in un'estremizzazione del pensiero di Duns Scoto, dall'altro sfocia in un'originale elaborazione dello stesso Spinoza che lo porterà a delineare una linea di pensiero caratterizzata dal noto panteismo filosofico e teologico.
L'originalità di Spinoza consiste nell'aver declinato l'espressione in termini di immanenza, una modalità che affranca (e oppone) il suo pensiero a quello di Cartesio che, invece, appare nel libro totalmente dipendente da un'idea di trascendenza. Al contempo Deleuze gioca nel testo anche la figura di Leibniz, presentato come altro alfiere di una filosofia dell'espressione, utilizzata sempre in senso anti-cartesiano, ma con esiti meno radicali rispetto a quelli operati da Spinoza.
L'interesse verso il concetto di espressione, da parte di Deleuze, è dato anche dal fatto che questo termine riveste un significato particolare e ha un'importanza centrale nel pensiero dello Strutturalismo contemporaneo. Le critiche e gli apprezzamenti verso i filosofi del passato hanno quindi anche come obbiettivo quello di riverberarsi, in maniera obliqua e indiretta, sul dibattito filosofico contemporaneo a Deleuze.
Il testo è anche importante perché in esso si delinea una "pragmatica degli incontri" che avrà notevole importanza nel pensiero successivo di Deleuze. Deleuze dimostra che, attraverso Spinoza, gli uomini si possono chiarire che la felicità di ciascuno viene determinata casualmente da ciò che incontra e da ciò che gli accade nella vita. Ma se tutti imparassimo a distinguere ciò che ci fa bene e ci rende migliori da ciò che invece ci fa male e ci rende più deboli, potremmo raggiungere uno stato di beatitudine affine alla gioia.
La filosofia dovrebbe essere un'arte in grado di insegnare agli uomini questa distinzione.
Questa pragmatica è interessante soprattutto per gli sviluppi etici ad essa correlati. Deleuze riconosce in Spinoza uno dei pochi filosofi della storia umana che, come farà Nietzsche, non parla degli accidenti della vita nei termini assoluti di male o di bene, ma bensì in termini di buono o di cattivo. Le cose non sono nocive in sé, ma solo in relazione alla nostra natura. Ciò che per alcuni è un veleno per altri è farmaco. Egli è fra i primi a relativizzare i precetti divini, cercando di dimostrare che i comandamenti andrebbero interpretati più come consigli e suggerimenti a proposito della nostra natura che come divieti assoluti.